# 国道241号

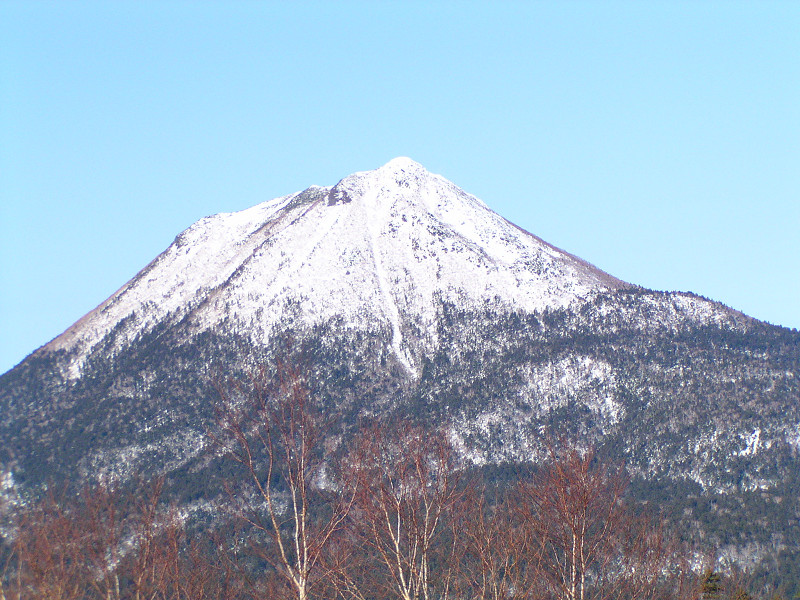
阿寒横断道路から見た雄阿寒岳

国道241号（こくどう241ごう）は、北海道川上郡弟子屈町から帯広市に至る一般国道である。

## 概要
北海道の東部、摩周のふもと川上郡弟子屈町市街地から西へ、阿寒摩周国立公園内の阿寒湖をはじめとする湖沼群の南を抜けて上足寄を経て、帯広市街地に至る延長172 kmの一般国道の路線で、主な通過地は、釧路市阿寒町、足寄郡足寄町、河東郡上士幌町、河東郡士幌町である。なかでも、阿寒摩周国立公園内を抜ける弟子屈 - 上足寄間の約69 kmの道路は「阿寒横断道路」の別名でもよばれ、沿道に阿寒湖温泉や神秘的な湖沼群があるほか、雄阿寒岳などの火山群がそびえる観光ルートにもなっている。

### 路線データ
一般国道の路線を指定する政令に基づく起終点および重要な経過地は次のとおり。
- 起点：北海道川上郡弟子屈町（弟子屈町鈴蘭2丁目693番12[3]、鈴蘭4-2交差点 = 国道243号・国道391号交点）
- 終点：帯広市（帯広市西17条北1丁目19番1[3]、西17北1 / 西17南1交差点 = 国道38号交点）
- 重要な経過地：北海道阿寒郡阿寒町[注釈 2]、同道足寄郡足寄町、同道河東郡上士幌町、同郡士幌町
- 総延長 : 172.1 km（重用延長を含む）[4][注釈 3]
- 重用延長 : 11.3 km[4][注釈 3]
- 未供用延長 : なし[4][注釈 3]
- 実延長 : 160.8 km[4][注釈 3]
  - 現道 : 151.2 km[4][注釈 3]
  - 旧道 : 9.6 km[4][注釈 3]
  - 新道 : なし[4][注釈 3]
- 指定区間：全線[5]

## 歴史
- 1953年（昭和28年）5月18日 - 二級国道241号弟子屈帯広線（北海道川上郡弟子屈町 - 帯広市）として指定施行[6]。
- 1965年（昭和40年）4月1日 - 道路法改正により一級・二級区分が廃止されて一般国道241号として指定施行[2]。

## 路線状況

### 通称
- 阿寒横断道路[7]（釧路管内）

川上郡弟子屈町の国道243号分岐 - 釧路市阿寒町の区間の通称。釧路市と足寄町の市町界以東の釧路総合振興局内の単独区間を指す。
- 足寄国道[8]（十勝管内）

足寄郡足寄町 - 帯広市の国道38号交点の区間の通称。釧路市と足寄町の市町界以西の十勝総合振興局内の単独区間を指す。
- 新通（音更町内）
- 木野大通（音更町内）
- フロンティア通（音更町内）

### バイパス
- 帯広北バイパス : 音更町 - 帯広市

### 重複区間
- 国道240号（釧路市阿寒湖畔）
- 国道242号（足寄郡足寄町・足寄駅前 - 郊南1丁目交差点）
- 国道273号（帯広市・大通北1丁目交差点 - 河東郡上士幌町・上士幌交差点）
- 国道274号（足寄郡足寄町・郊南1丁目交差点 - 河東郡士幌町・士幌交差点）

### 道路施設

#### 主な橋梁
- 摩周大橋（釧路川、川上郡弟子屈町）
- 両国橋（利別川、足寄郡足寄町）
- 紅葉橋（美里別川・足寄湖、足寄郡足寄町）
- 音更橋（音更川、河東郡音更町）
- 共和橋（音更川、河東郡音更町）※帯広北バイパス
- 十勝大橋（十勝川、河東郡音更町 - 帯広市西一条北）
- 平原大橋（十勝川、河東郡音更町 - 帯広市西十七条北）※帯広北バイパス

#### 道の駅
- 釧路総合振興局
  - 摩周温泉（川上郡弟子屈町）
- 十勝総合振興局
  - あしょろ銀河ホール21（足寄郡足寄町）
  - かみしほろ（河東郡上士幌町）
  - ピア21しほろ（河東郡士幌町）
  - おとふけ（河東郡音更町）

## 地理
阿寒横断道路区間の沿線のほとんどは、ヒグマやエゾシカ、キタキツネなどの野生動物も多く生息する阿寒摩周国立公園の原生林の広がる山岳地域の中にある。途中、ペンケトー、パンケトーと呼ばれるふたつの湖を展望できる双湖台や、雄阿寒岳、雌阿寒岳を望む双岳台などの展望台駐車場がある。

### 通過する自治体
- 北海道
  - 釧路総合振興局
    - 川上郡弟子屈町 - 釧路市

  - 十勝総合振興局
    - 足寄郡足寄町 - 中川郡本別町 - 足寄郡足寄町 - 河東郡上士幌町 - 河東郡士幌町 - 河東郡音更町 - 帯広市

### 交差する道路
釧路総合振興局
川上郡弟子屈町
- 国道243号：鈴蘭2丁目（鈴蘭2-4、起点）
- 北海道道717号札友内弟子屈停車場線：美里

釧路市
- 北海道道1093号阿寒公園鶴居線 : 阿寒町
- 国道240号：阿寒町（オクルシベ交点）
- 国道240号：阿寒町（尻駒別交点）

十勝総合振興局
足寄郡足寄町
- 北海道道664号モアショロ原野螺湾足寄停車場線（北海道道949号オンネトー線）：茂足寄
- 北海道道143号北見白糠線：上足寄
- 北海道道664号モアショロ原野螺湾足寄停車場線：螺湾本町
- 北海道道621号足寄原野上利別停車場線：螺湾
- 国道242号：南1条1丁目（足寄駅交点）
- 国道242号・国道274号：郊南1丁目（郊南1丁目交点）
- 北海道道88号本別留辺蘂線：中矢
- 北海道道88号本別留辺蘂線：芽登本町

河東郡上士幌町
- 北海道道660号居辺本別線：居辺東7線
- 北海道道316号上士幌音更線：上士幌東4線
- 国道273号・北海道道337号上士幌士幌音更線：上士幌東3線（上士幌15区交点）

河東郡士幌町
- 北海道道134号本別士幌線：士幌東1線（協進交点）
- 国道274号：士幌西2線
- 北海道道771号笹川士幌線：中士幌西2線（中士幌西2線交点）
- 北海道道596号中士幌停車場線：中士幌西2線（中士幌交点）

河東郡音更町
- 北海道道31号音更池田線：東音更幹東1線
- 国道241号（帯広北バイパス）：東和西4線（東和西4線7号交点）
- 北海道道133号音更新得線：新通15丁目（音更新通15交点）
- 北海道道73号帯広浦幌線・北海道道337号上士幌士幌音更線：木野大通東11丁目（木野大通東11交点）
- 北海道道498号長流枝内木野停車場線：木野大通東2丁目（木野大通東2交点）

帯広市
- 国道38号・国道236号：大通北1丁目（大通北1終点）

帯広北バイパス

### 峠
- 釧路総合振興局
  - 永山峠（川上郡弟子屈町 - 釧路市）
  - 足寄峠（釧路市 - 十勝総合振興局足寄郡足寄町）